# Турченков, Василий Матвеевич
Васи́лий Матве́евич Турченко́в (7 января 1922, Самодуровка, Второй Донской округ, Царицынская губерния, РСФСР ― 14 августа 1997, Йошкар-Ола, Марий Эл, Россия) ― советский актёр театра. Актёр Республиканского русского драматического театра Марийской АССР (1956―1967, 1971―1983). Народный артист Марийской АССР (1977). Заслуженный артист Чувашской АССР (1970). Лауреат Государственной премии Марийской АССР (1974). Участник Великой Отечественной войны.

## Биография
Родился 7 января 1922 года в селе Самодуровка ныне Калачёвского района Волгоградской области.
Получил среднее образование.
В 1941 году призван в РККА. Участник Великой Отечественной войны: в июле 1941 года попал в плен в Минске, находился в шталаге I B. После очередного побега вернулся в ряды Красной армии, рядовой. Освобождал Чехословакию.
В 1945 году демобилизовался из армии. Награждён орденом Отечественной войны II степени.
В 1956―1967 и 1971―1983 годах ― актёр Республиканского русского драматического театра Марийской АССР (ныне ― Академический русский театр драмы имени Георгия Константинова).
В 1967―1971 годах ― актёр театров драмы в Курске и Ульяновске. В 1969 году – актёр Чувашского (Чебоксарского) русского театра.
В 1970 году ему присвоено звание «Заслуженный артист Чувашской АССР», а в 1977 году ― почётное звание «Народный артист Марийской АССР». В 1974 году присуждена Государственная премия Марийской АССР. Также награждён медалями и Почётной грамотой Президиума Верховного Совета Марийской АССР.
Скончался 14 августа 1997 года в Йошкар-Оле.

## Основные роли
Далее представлен список основных ролей В. М. Турченкова:
- «Эдит Пиаф» А. Сухаревская
- «Марш Акпарса» А. Крупняков
- Борис Годунов («Царь Фёдор Иоаннович» А. Толстой)
- «Рядовые» А. Дударев

## Звания и награды
- Народный артист Марийской АССР (1977)[1][2]
- Заслуженный артист Чувашской АССР (1970)[1][2]
- Орден Отечественной войны II степени (06.04.1985)[3]
- Медаль «За доблестный труд. В ознаменование 100-летия со дня рождения Владимира Ильича Ленина» (1970)
- Государственная премия Марийской АССР (1974) ― за роль Бориса Годунова в спектакле «Царь Фёдор Иоаннович» по пьесе А. Толстого[1][2]
- Почётная грамота Президиума Верховного Совета Марийской АССР (1982)[1][2]